# Абден, Каракат Жаксылыккызы
Каракат Жаксылыккызы Абден (каз. Қарақат Жақсылыққызы Әбден, 7 мая 1974 года) — казахстанский политик, депутат VIII созыва нижней палаты Парламента Республики Казахстан (2023), выдвигалась кандидатом в президенты Республики Казахстан от РОО «Национальный альянс профессиональных социальных работников» на внеочередных президентских выборах в 2022 году. Согласно данным Центральной избирательной комисии РК Каракат Абден набрала 2,6 % голосов (206 206).
с 2016 по 2021 год депутат городского маслихата Астаны. С 2013 года в настоящее время возглавляет общественное объединение «Қазақ кызы». Абден известна как автор книги «Ты казашка. Гордись!» (Сен қазақтың қызысың. Мақтан ет!).
Абден сначала работала экономистом в частных коммерческих фирмах, а затем перешла на государственную службу, связанную с налоговыми вопросами, в нескольких министерствах. Работала внештатным советником акима Астаны по социальным вопросам.
На президентских выборах 2022 года была выдвинута кандидатом от Национального альянса профессиональных социальных работников. По итогам выборов заняла третье место с результатом 2,6 %.
С февраля 2023 года является членом партии «Ауыл». Баллотировалась по партийному списку от партии на парламентских выборах 2023 года. На выборах в Мажилис партия «Ауыл» получила 8 мест.

## Биография
Абден родилась в 1974 году в селе Имени 22 партсъезда Акмолинской области в семье Жаксылыка Абденова и Рысбалы Шалабаевой. Её отец работал строителем, а мать была учительницей. Абден училась в средней школе № 10 села Жяйрем Улытауского района, которую закончила с золотой медалью. После окончания поступила в Алматинский институт народного хозяйства, получив специальность «Маркетинг и коммерция». Также стала кандидатом экономических наук после защиты диссертации на тему «Формирование доходов местных бюджетов за счет непроизводственных платежей».

### Карьера
Абден начала свою трудовую деятельность экономистом частной коммерческой фирмы «Орда» в Алма-Ате. Затем занимала должность ведущего специалиста Департамента крупных налогоплательщиков Министерства государственных доходов РК. В течение 10 лет, начиная с 1999 года, работала в Министерстве финансов, где была исполняющей обязанности главы нескольких налоговых комитетов, в том числе Департамента по контролю за налогоплательщиками, главным специалистом Департамента налоговых апелляций, начальником Департамента по работе с налогоплательщиками Межрегиональный налоговый комитет № 1, начальником отдела непроизводственных платежей, главным экспертом Контрольного отдела № 4 Комитета финансового контроля.
С 2009 года была заместителем директора Национальной школы государственной политики Академии государственного управления при Президенте Республики Казахстан и работала в партии «Нур Отан» заведующей сектором аналитики и координации Высшей партийной школы партии, консультантом в Инновационном комитете центрального аппарата партии в Астане до 2013 года. В это время она основала общественное объединение «Қазақ кызы», первый в Казахстане женский институт культурно-нравственного воспитания.
20 марта 2016 года Абден была избрана депутатом от «Нур Отан» в шестой созыв городского маслихата Нур-Султан от 19-го избирательного округа, которым ранее руководил Кайрат Джауханов. Была членом комиссии по вопросам социокультурного развития.
В феврале 2023 года вступила в ряды партии «Ауыл» и включена в партийный список партии на выборах в нижнюю палату Парламента РК. По итогам выборов 19 марта 2023 года стала дупататом Мажилиса Парламента Республики Казахстан по партийному списку от партии «Ауыл». Член Комитета по финансам и бюджету Мажилиса Парламента Республики Казахстан VIII созыва.

## «Ты казашка. Гордись!»
5 декабря 2019 года Абден представила свою книгу «Ты казашка. Гордись!» (Сен қазақтың қызысың. Мақтан ет!), в которой обсуждается роль современной казахстанской женщины в казахстанском обществе и необходимость соблюдения традиций при критике феминизма. Книга вышла ограниченным тиражом, большая часть которого предназначалась библиотекам сельских школ и детских домов, вызвала широкий общественный резонанс и подверглась критике за продвижение националистических и сексистских ценностей.

## Награды
Награждена орденом «Курмет».